# Saint-Malon-sur-Mel
Saint-Malon-sur-Mel é uma comuna francesa na região administrativa da Bretanha, no departamento Ille-et-Vilaine. Estende-se por uma área de 15,96 km². Em 2010 a comuna tinha 593 habitantes (densidade: 37,2 hab./km²).